# Pipistrellini
Pipistrellini (нетопирі) — триба рукокрилих ссавців з родини лиликових. Містить кілька родів, що поширені по всьому Старому Світу та Австралазії.

## Склад триби
Родовий склад із зазначенням кількості сучасних видів за MDD:
- Glischropus — 4 види
- Nyctalus — 8 видів
- Pipistrellus — 31 вид
- Scotoecus — 5 видів
- Scotozous — 1 вид
- Vansonia — 1 вид